# Quercus nivea
Quercus nivea — вид рослин з родини букових (Fagaceae), поширений у Малайзії.

## Опис
Дерево понад 20 метрів заввишки; стовбур до 40 см у діаметрі. Кора блідо-сіра, дуже товста. Однорічні пагони спочатку густо-вовнисті, з буруватими зірчастими волосками, легка борознисті, з рідкісними сочевичками. Листки шкірясті, товсті, від еліптичних до довгастих, 8–17 × 2.5–7 см; верхівка гостра, загострена або хвостата; основа округла або тупа, іноді асиметрична; край цілий, загнутий; верх блискучий, голий; низ блідий, сірувато-зелений від воскового покриву і дрібних зірчастих волосків; ніжка листка тонка, зверху глибоко борозниста, зірчасто вовниста, ± гола, 20–40 мм. Період цвітіння: січень — лютий. Тичинкові сережки густо-зірчасто вовнисті, завдовжки 5–20 см; маточкові суцвіття запушені, 5–10 мм. Жолуді від зворотно-яйцюватих до майже кулястих, верхівка вдавлена, основа опукла, у діаметрі 2 см; чашечка з 4–7 концентричними хвилеподібними кільцями, у діаметрі 1.5 см, охоплює 1/2 горіха; дозрівають у червні — липні.

## Середовище проживання
Поширення: Малайзія (півострів Малайзія, Сабах, Саравак). Росте на висотах від 305 до 1000 метрів у соснових лісах.

## Використання і загрози
Використання невідоме, але як правило, породи з роду Quercus використовуються як незначні породи деревини.
Тропічні ліси Борнео дуже піддаються втратам і перетворенню земель для насаджень промислової олійної пальми (Elaeis guineenis), акації та каучукових дерев (Hersea brasiliensis).